# Sant Pere de Mejanell
Sant Pere de Mejanell és una església d'Estaràs inclosa a l'Inventari del Patrimoni Arquitectònic de Catalunya.

## Descripció
A pocs metres de la torre defensa del castell de Mejanell, trobem la primitiva l'església de Sant Pere, transformada i reutilitzada modernament com a graner i adossada, en direcció a migjorn, a un cobert agrícola. L'edifici se'ns presenta d'una sola nau amb volta de canó, capçada per un absis semicircular amb ràfec de lloses de pedra que ressegueix el perímetre i coberta a doble vessant. La porta original d'accés no es pot veure exteriorment doncs, actualment, està situada al mur de migjorn de l'església, integrada al mur interior del cobert adjacent. Amb tot, sí que poden veure, a la façana de tramuntana, una porta d'accés allindada situada prop de l'absis. A la façana de ponent, hi ha una finestra amb llinda d'una sola esqueixada que dona llum a l'interior de l'edifici. Finalment, situat a llevant hi trobem l'absis semicircular, cobert amb un quart d'esfera, unificada amb la coberta de la nau de l'edifici, a partir de reformes posteriors que van alterar l'alçat d'aquest absis. El parament de l'església de Sant Pere és de carreus o carreuons poc escairats, de mides irregulars i disposats en filades poc ordenades.

## Història
La història d'aquesta església està lligada a la de la torre de guaita que trobem al seu costat. La primera data segura en qué s'esmenta el castell és l'any 1098, quan se'l cita en una donació. El 1638 Ramon Sabater cedí en emfiteusi la torre de Mejanell a Cebrià Domingo i el 1710 sembla que aquest lloc era de Joan de Copons, senyor de la Manresana.
És de suposar que en els seus orígens aquesta església va pertànyer al bisbat d'Urgell.
Aquesta església està inclosa en la declaració de BCIN del castell de Mejanell.